# Неменчине

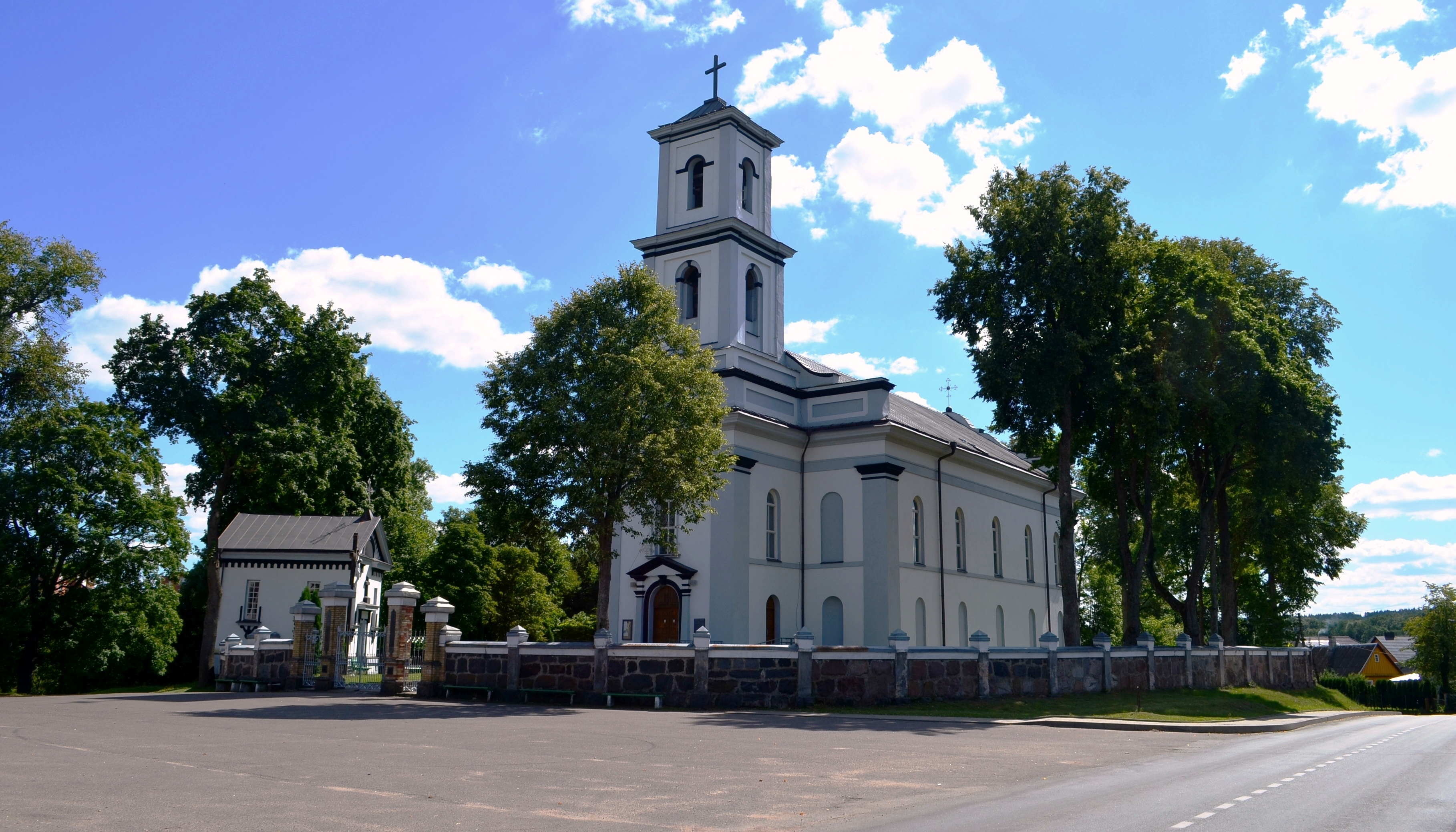
Костёл Святого Михаила Архангела

Неменчи́не или Нямянчи́не (лит. Nemenčinė, пол. Niemenczyn, устаревшее рус. Неме́нчин) — город в Вильнюсском районе Литвы, административный центр Неменчинского староства и Неменчинского городского староства.

## География
Расположен в 23 км к северо-востоку от Вильнюса на шоссе Вильнюс — Швенчёнис и в 6 км от железнодорожной станции Бездонис на линии Вильнюс — Даугавпилс, на правом берегу реки Вилии (Нерис, лит. Neris), при устье реки Неменчи (лит. Nemenčia).

## Население
| 2001  | 2002  | 2003  | 2004  | 2005  | 2006  | 2007  | 2008  | 2009  | 2010  | 2011  | 2012  |
| ----- | ----- | ----- | ----- | ----- | ----- | ----- | ----- | ----- | ----- | ----- | ----- |
| 5895  | ↘5790 | ↘5767 | ↘5716 | ↘5598 | ↘5478 | ↘5377 | ↘5293 | ↘5250 | ↘5183 | ↘5057 | ↘4993 |
| 2013  | 2014  | 2015  | 2016  | 2017  | 2018  | 2019  | 2020  | 2021  | 2022  | 2023  |       |
| ↘4992 | ↘4933 | ↘4866 | ↘4745 | ↘4677 | ↘4614 | ↘4547 | ↘4493 | ↗4831 | ↘4760 | ↘4582 |       |

В 1986 насчитывалось 5,7 тыс. жителей. Ныне 5 885 жителей (2005).
Национальный состав (2001):
- Поляки — 56,3 %
- Литовцы — 24,2 %
- Русские — 12,1 %
- Белорусы — 7,2 %
- Другие — 0,2 %

## Инфраструктура
Почта, автобусная станция, две гимназии, детская музыкальная школа, костёл, больница. Производство мебели, кожгалантереи.

## Название
В источниках конкурируют друг с другом два варианта названия (Неменчина и Неменчин): Nyemenczyna (1486), Nemyenczyna (1501), Неменчинь (1567), Неменчинъ (1672). Происходит от названия реки Неменча (лит. Nemenčia, пол. Niemencza), притока Вилии.

## История
Упоминается с 1338 года. В 1387 году построен костёл — один из первых в Литве. В 1774—1790 годах настоятелем был известный польский поэт и историк Адам Станислав Нарушевич. Позднее настоятелями здесь были известный учёный натуралист и педагог, профессор Виленского университета Станислав Бонифацы Юндзилл (в 1807—1824), затем в 1824—1840 Ф. Бобровский, выпустивший в 1882 в Вильне польско-латинский словарь.
В 1842 костёл сгорел. Нынешнее каменное здание костёла Святого Михаила сооружено в 1848—1855 годах. В XIX веке богослужения совершались только на польском языке. Литовский язык использоваться в проповедях и службах стал только в 1939 году, когда Виленский край был передан Советским Союзом Литве. В 1950 году костёл ремонтировался.
В 1780—1803 годах местечко было собственностью виленского епископа, с 1803 — Виленского университета. В период между Первой и Второй мировой войнами местечко было на территории сначала Срединной Литвы (1920—1922), затем Польши.
До Второй мировой войны 35 % населения составляли евреи (в 1897 году — 72 %). В городе до сих пор сохранились синагоги того времени. 20 сентября 1941 года в лесу близ местечка было расстреляно около 400 евреев — жителей Неменчине. После войны на месте расстрела была установлена мемориальная доска.
В 1950—1962 годах город был центром Неменчинского района. С 1955 года город Литовской ССР. В 1974 году у Неменчине сооружён новый мост через реку Вилию (Нерис, лит. Neris).

## Герб
Декретом президента Литовской Республики 26 июля 2004 года был утверждён герб Неменчине. Герб представляет собой красное поле, на котором изображён покровитель города — серебряный архангел Михаил с золотыми волосами, с поднятым правой рукой серебряным мечом с золотым эфесом и синим щитом с двойным золотым крестом в левой руке; ногами архангел попирает чёрного дракона. Автор эталона герба — художник Роландас Римкунас.